# Компаньонаж

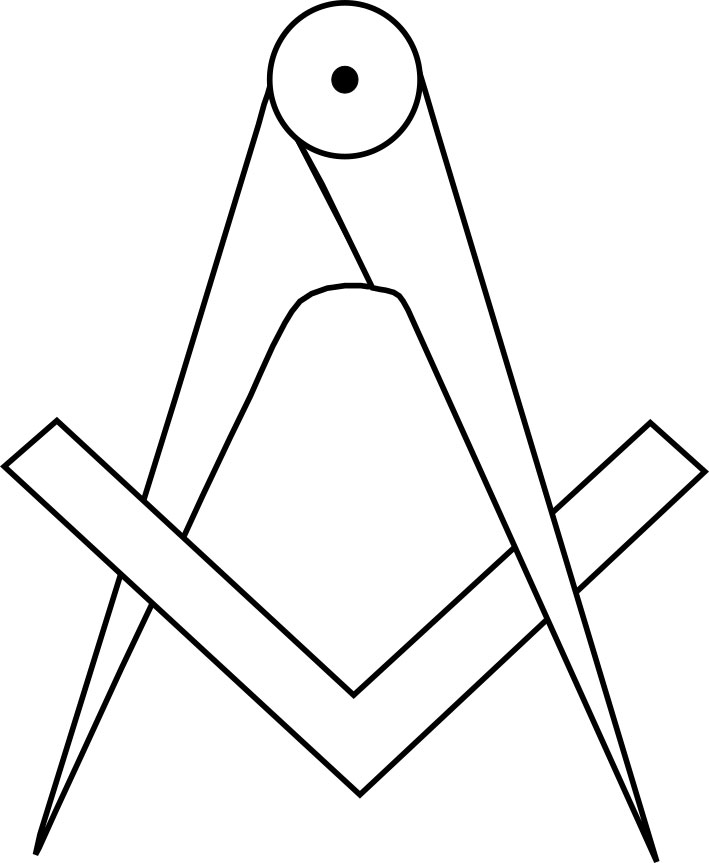
Символы компаньонажа — циркуль и угольник

Компаньона́ж (фр. compagnonnage, от compagnon — «подмастерье») — форма тайных союзов подмастерьев во Франции, появившаяся, вероятно, в XII—XIII веках и получившая распространение в XIV—XVI веках. Она стала методом борьбы подмастерьев против эксплуатировавших их мастеров при цеховой системе организации труда. Компаньонаж во многом напоминает масонство. Благодаря этому явлению во французском языке появилось выражение faire son tour de France («обойти Францию, совершенствуясь в своём ремесле»).

## История
Первоначально компаньонажи создавались лишь подмастерьями, которые работали «циркулем и угольником». Компаньонажи никогда не представляли единой организации. Отдельные общества подмастерьев принадлежали к различным лагерям и сильно враждовали между собой. Ещё в 1850-х годах столкновения часто заканчивались кровавыми побоищами.

## Организация
Среди компаньонажей различали три главные группы:
- Enfants de Salomon или Gavots, иначе называемые подмастерьями Devoir de liberté, к которым принадлежали каменотёсы, столяры и слесаря, а частью примкнули и лица, состоящие в домашнем услужении;
- Enfants de maître Jacques, которые первоначально также состояли из каменотёсов, столяров и слесарей, но впоследствии передали свой Devoir («ритуал») и другим подмастерьям;
- Enfants du père Soubise, к которым сначала принадлежала домашняя прислуга, а с течением времени присоединились кровельщики и штукатурщики.

Представители последних двух групп назывались Compagnons du devoir или devoirants.

### Реформаторская партия
С 1830 года в среде компаньонажей возникла реформаторская партия под названием Société de l’Union, благодаря которой исчезли старинные обычаи, приводившие к бесцельным столкновениям, и сохранились лишь задачи, представляющие практическое значение. Вследствие усилий этой партии компаньонаж сохранялся и был особенно распространён среди домашней прислуги в Париже в конце XIX века, хотя ему приходилось выдерживать не только борьбу с поклонниками старины, но и опасное соперничество новейших форм кооперации, получивших широкое распространение среди рабочих.

### Цели
Главная цель компаньонажей заключалась в оказании помощи подмастерьям в их странствованиях. В городах, по которым пролегал Tour de France du compagnonnage, устраивались странноприимные дома (mère). Также они заботились о поиске работы, о предоставлении заболевшим в пути подмастерьям медицинской помощи.
Кроме того, компаньонаж преследовал и такие задачи, которые выставлялись рабочими союзами XIX века: поддержание известного соответствия между предложением и спросом, предупреждение излишнего прилива подмастерьев в отдельные города.

### Методы борьбы
Нередко те или другие мастера и даже целые города подвергались бойкотированию (damnation) и, несмотря на все запреты закона, устраивались хорошо организованные стачки.

## В искусстве
- У Жорж Санд есть роман «Странствующий подмастерье» (Le Compagnon du tour de France, 1841)